# آلتا (شاعرة)
آلتا (بالإنجليزية: Alta)‏ (1942، رينو في الولايات المتحدة)؛ كاتِبة وشاعرة أمريكية.

## الجوائز
- الجوائز الأميركية للكتاب